# Acianthus exsertus
Acianthus exsertus R.Br. 1810 es una orquídea de hábito terrestre originaria de Australia.

## Distribución y Hábitat
Se encuentra distribuida en Nueva Gales del Sur y Victoria en los húmedos bosques de eucaliptos, protegida en laderas y barrancos en alturas desde nivel del mar hasta los 800 m s. n. m.

## Descripción
Es una planta pequeña de tamaño que prefiere el clima fresco al frío. Es una orquídea de hábito terrestre con una hoja rastrera en forma de corazón, de color verde por el haz y púrpura por el envés. Presenta una inflorescencia de 5,5 cm de largo, en forma de racimo que se produce en el otoño y el invierno en situ. Las flores son de 8 mm y se dice que están polinizadas por pequeñas moscas.

## Taxonomía
Acianthus exsertus fue descrita por Robert Brown y publicado en Prodromus Florae Novae Hollandiae 321. 1810.
Etimología
Acianthus: nombre genérico que deriva de la palabra griega achis (punto) y anthos (flor), refiriéndose a sus sépalos puntiagudos.
exsertus: epíteto latino que significa "excepcional".
Sinonimia
Los siguientes nombres se consideran sinónimos de Acianthus exsertus:
- Epipactis exserta (R.Br.) Poir. 1812
- Acianthus pusillus D.L.Jones[1][3][4]